# Uniwersytet Stambulski
Uniwersytet Stambulski (tur. İstanbul Üniversitesi) − największy i cieszący się opinią najbardziej prestiżowego uniwersytetu Turcji, mieszczący się w Stambule, dawnej stolicy kraju. Obecnie posiada 17 wydziałów i skupia 70 tys. studentów oraz 6 tys. pracowników naukowych.

## Historia
Podawana w części źródeł data 1453 jako rok założenia uniwersytetu jest myląca. W roku tym Mehmed II Zdobywca utworzył w Stambule federację kilku szkół religijnych (medresa), zwaną külliye. Ani jednak w zakresie nauczania ani w swej strukturze, metodach i celach badawczo-poznawczych nie przypominała ona zupełnie uniwersytetu europejskiego. Niemniej data „1453” umieszczona została w herbie Uniwersytetu Stambulskiego.
Za zalążek rzeczywistego uniwersytetu uznają inne źródła powstałą w 1827 r. szkołę medyczną Tibbiye, która ok. 100 lat później zostanie przekształcona w wydział medyczny Uniwersytetu Stambulskiego.
Dalsze losy był następujące:
- 1863 − powstaje uczelnia pod nazwą Darülfünun (dosł. „dom nauk”), co funkcjonalnie odpowiadałoby uniwersytetowi nauk ścisłych. Ponieważ jednak pierwszy wykład (który był poświęcony zastosowaniom fizyki) odbył się 31 grudnia 1863 r., jej istnienie słuszniej byłoby de facto liczyć od 1864 r.
- 1870 − 20 lutego, przemianowano Darülfünun na Darülfünun-u Osmanî „Uniwersytet Osmański”.
- 1874 − wprowadzenie wykładów z niektórych nauk humanistycznych.
- 1900 − przemianowanie na Darülfünun-u Şahane „Uniwersytet Cesarski”.
- 1912 − przemianowanie na Istanbul Darülfünunu „Uniwersytet Stambulski”; reorganizacja i rozbudowa oferty dydaktycznej na wzór europejski.
- 1924 − uznanie Uniwersytetu Stambulskiego za szkołę państwową.
- 1933 − 1 sierpnia, przemianowanie na Istanbul Üniversitesi, nazwę obowiązująca do dziś; wykłady w pierwszym roku funkcjonowania Uniwersytetu Stambulskiego pod tą nazwą rozpoczęły się 1 listopada 1933 r.; później (i do dziś) rozpoczynają się 1 października.

Własną bibliotekę Uniwersytet Stambulski otrzymał w 1925 r. Liczy ona obecnie ponad ćwierć miliona tomów i ok. 20 tys. rękopisów.
Jednym z zewnętrznych przejawów europeizacji instytucji naukowej, jaką jest uniwersytet, było przejęcie w latach 20. XX w. europejskiego podziału wykładowców według tytułów na trzy grupy (doktor, docent, profesor). Wcześniej obowiązywał dwudzielny podział muzułmański na wykładowców niższych (muallim) i wyższych (müderris).